# 우주란

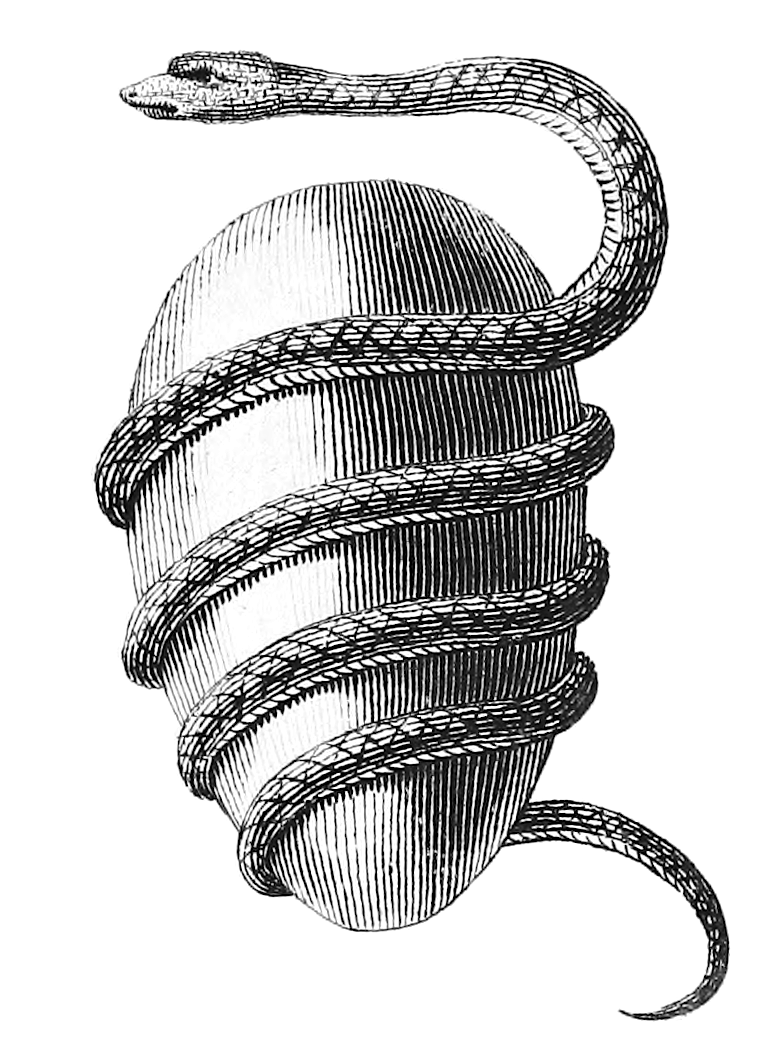
제이콥 브라이언트의 오르페우스의 알 (1774)

우주란(cosmic egg) 또는 세계란(world egg), 현세란(mundane egg)은 원시 인도유럽 신화를 포함하여 많은 문화와 문명의 우주기원론에서 발견되는 신화학적 모티프이다. 일반적으로 "부화"할 때 우주 자체를 탄생시키거나, 다시 우주를 창조하는 태초의 존재를 탄생시키는 알이 있다. 이 알은 때때로 지구의 태초의 물 위에 놓여진다. 일반적으로 알의 위쪽 절반 또는 껍질은 하늘 (창공)이 되고, 아래쪽 절반 또는 노른자는 지구가 된다. 이 모티프는 영양을 제공하고 새로운 생명을 탄생시키는 능력 등 알의 단순한 요소에서 비롯되었을 가능성이 높으며, 이는 라틴어 속담인 'omne vivum ex ovo'(모든 생명은 알에서 나온다)에도 반영되어 있다.
"우주란"이라는 용어는 창발 우주 시나리오의 맥락에서 우주론의 현대 연구에서도 사용된다.

## 중국 신화
우주란 신화의 다양한 버전은 창조자 반고와 관련이 있다. 천지는 원래 닭의 알처럼 형태가 없는 상태로 존재했다고 한다. 알은 18,000년 후에 열리고 펼쳐진다. 가벼운 부분은 하늘이 되고, 무거운 부분은 가라앉아 땅이 된다. 저장성에서 유래한 이 신화의 한 버전은 반고가 어둡고 답답한 알 속에 갇혀 불편함을 느끼자 알을 산산조각 내고, 그 후에 동일한 과정으로 천지가 형성된다는 내용이다 (껍질의 일부가 태양, 달, 별을 형성한다는 내용이 추가됨).

## 도곤 신화
부르키나파소의 도곤 신화에서, 창조신 암마는 알의 형태를 취한다. 알은 네 가지 요소인 공기, 불, 물, 흙을 나타내는 네 부분으로 나뉜다. 이는 또한 네 가지 방위를 설정한다. 첫 시도에서 지구를 창조하는 데 실패한 암마는 자신 안에 두 개의 태반을 형성하는 씨앗을 심고, 각 태반에는 한 쌍의 쌍둥이가 들어있다. 쌍둥이 중 하나인 오고는 뛰쳐나와 우주를 창조하려 시도하지만 실패한다. 그러나 암마는 오고의 태반 일부에서 지구를 창조할 수 있다. 오고의 쌍둥이인 놈모는 암마에게 살해당하고, 몸의 일부는 세계 곳곳에 흩뿌려져 질서를 부여한다. 그 후 몸의 일부는 재구성되어 놈모를 부활시킨다. 놈모는 도곤인의 조상이 되는 네 영혼을 창조한다. 이 영혼들은 놈모와 함께 방주에 태워져 세상을 채우게 된다.

창조 설화는 다음과 같이 진행된다.
처음에 암마 도곤은 홀로 알의 형태를 하고 있었다. 네 개의 쇄골은 합쳐져 알을 공기, 흙, 불, 물로 나누고, 네 개의 방위도 설정했다. 이 우주 알 안에는 우주의 물질과 구조, 그리고 만물의 본질을 담은 266개의 기호가 있었다. 그러나 암마에 의한 첫 번째 세상 창조는 실패였다. 두 번째 창조는 암마가 자신 안에 씨앗을 심었을 때 시작되었고, 이 씨앗은 인간의 형태로 나타났다. 그러나 그 임신 과정에서 결함이 있었는데, 이는 이제 우주 안에 불완전성의 가능성이 존재한다는 것을 의미했다. 이제 알은 두 개의 태반이 되었고, 각 태반에는 한 쌍의 쌍둥이, 즉 남성과 여성이 들어있었다. 60년 후, 남성 쌍둥이 중 한 명인 오고가 태반에서 뛰쳐나와 암마가 창조하는 우주에 반대하여 자신의 우주를 창조하려 시도했다. 그러나 그는 그러한 우주를 탄생시킬 말을 할 수 없었다. 그 후 그는 내려갔고, 암마는 오고와 함께 공허로 사라진 태반 조각을 지구로 변형시켰다. 오고는 지구와 근친상간 관계를 맺어 지구의 창조적 잠재력을 방해했다. 그의 상대인 놈모는 반란에 참여한 후 암마에게 살해당했고, 그의 몸의 일부는 사방으로 던져져 세상에 질서를 가져왔다. 닷새 후 암마가 놈모의 몸 조각을 모아 그를 되살렸을 때, 놈모는 우주의 통치자가 되었다. 그는 도곤인의 조상인 네 영혼을 창조했다. 암마는 놈모와 영혼들을 방주에 태워 지구로 보냈고, 그리하여 지구는 복원되었다. 그 과정에서 놈모는 암마의 말을 읊었고, 창조하는 신성한 말씀이 인간에게 전해졌다. 한편, 오고는 암마에 의해 유구루, 즉 창백한 여우로 변형되었고, 그는 항상 혼자일 것이고, 항상 불완전할 것이며, 영원히 반란 상태에 있을 것이고, 끊임없이 자신의 여성 영혼을 찾아 지구를 방랑할 것이다.

## 이집트 신화
고대 이집트인들은 헤르모폴리스, 헬리오폴리스, 멤피스 신학을 포함하여 여러 창조 신화를 유효하다고 받아들였다. 우주 알 신화는 헤르모폴리스에서 발견될 수 있다. 이집트 중부에 위치한 이 유적지는 현재 신 헤르메스의 이름에서 유래한 이름을 가지고 있지만, 고대 이집트인들은 이곳을 케므누, 즉 "여덟 마을"이라고 불렀다. 숫자 여덟은 헤르모폴리스 창조 신화의 주요 등장인물인 여덟 신들의 집단인 오그도아드를 가리킨다. 이 신들 중 네 명은 남성으로 개구리 머리를 가지고 있고, 다른 네 명은 여성으로 뱀 머리를 가지고 있다. 이 여덟 신들은 나머지 창조물들이 존재하기 전에 존재했던 태초의 혼돈스러운 물 속에 존재했다. 어떤 시점에서 이 여덟 신들은 어떤 방식으로든 우주 알을 형성하게 되지만, 신화의 변형들은 알의 기원을 다른 방식으로 설명한다. 어쨌든 알은 나머지 세계와 태초의 물에서 솟아난 첫 번째 땅, 즉 원시 언덕을 형성하는 신을 탄생시킨다. 언덕이 나타나자 연꽃이 피어나 태양신의 탄생을 알렸고, 그 후에 나머지 창조물의 형성이 드디어 진행될 수 있었다.

## 그리스 로마 신화
그리스 로마 신화의 두 가지 다른 자료에서 우주 알 신화와 유사한 개념이 언급된다. 하나는 기원전 1세기에 살았던 로마 작가 마르쿠스 테렌티우스 바로의 글이다. 바로에 따르면, 하늘과 땅은 각각 달걀 껍데기와 노른자에 비유될 수 있다. 공기는 껍데기와 노른자 사이에서 습기 형태로 기능하는 수분으로 표현된다. 두 번째 언급은 프세우도-클레멘스 교령집 10:17에서 발견되는데, 이는 클레멘스가 이교도들 사이에서 발견되는 터무니없는 우주론적 신념을 요약하는 것으로 제시된 점에서 반대 입장이다. 주어진 설명에 따르면, 시간이 지나면서 알로 굳어진 태초의 혼돈이 있다. 알과 마찬가지로, 생물이 안에서 자라다가 어느 시점에 깨어나 남성과 여성 모두인 (즉, 양성적인) 파네스라는 인간을 낳았다. 파네스가 나타나자 "실체, 신중함, 움직임, 그리고 교합"을 낳은 빛이 비추었고, 이것들이 다시 천지 창조로 이어졌다. 교령집 10:30은 "선한 이교도"라고 불리는 니케타가 묘사한 오르페우스의 우주기원론에 기인한 두 번째 개념 요약을 제시한다. 이 요약은 첫 번째와 달리 진지한 방식으로 제시된다. 이 신화는 성 갈루스 도서관에서 보이티우스에 대한 9세기 주석서에서 그 사상이 다시 나타나는 것과 관련되어 있다는 점에서 가끔 영향을 미쳤던 것으로 보인다. 또 다른 세 번의 출현은 12세기에 다시 발생한다.

## 힌두 신화

이것은 마하비슈누가 숨을 쉴 때 확장되는 수많은 물질 우주, 브라흐만다 중 하나이다.

자이미니야 브라마나에 기록된 한 베다 신화에서는 우주의 가장 초기 단계가 알이 솟아난 태초의 바다를 포함한다. 알이 갈라지자, 100년의 신성한 세월 동안 하늘(상부에서)과 땅(하부에서)을 형성하는 과정이 시작되었다. 또 다른 텍스트인 샤타파타 브라마나도 태초의 바다와 그 다음 알의 순서를 가지고 있지만, 이번에는 신 프라자파티가 1년 후에 알에서 나타난다. 그는 우주를 창조하고, 그 다음 그의 말과 숨결에서 신들과 반신들을 창조한다. 리그베다는 "높은 물" 위에 위치한 황금 태아(히란야가르바라고 불림)에 대해 이야기하며, 거기에서 모든 것이 발전한다. 마지막으로, 찬도기야 우파니샤드에 이야기의 한 버전이 나타난다.

비바스반, 라후, 부미, 나라카, 아난타, 가르보닥샤이 비슈누

## 핀란드 신화
핀란드 신화의 국민 서사시인 칼레발라에는 알 조각에서 세상이 창조되었다는 신화가 있다. 하늘의 여신인 일마타르는 아들을 갖기를 열망했다. 이를 위해 그녀는 동풍과 사랑을 나누어 바람의 아이인 배이내뫼이넨을 잉태한다. 그러나 그녀는 아이를 낳을 수 없었다. 흰뺨검둥오리가 날아와 그녀를 임신시켰다. 그 결과 여섯 개의 황금 우주 알과 한 개의 철 알이 태어났다. 흰뺨검둥오리는 이 알들을 자신이 차지하고 그 위에 앉아 보호했지만, 이는 일마타르 위에도 앉는 것을 의미했다. 공기의 여신이 움직이자 알들은 바다로 굴러떨어져 껍질이 깨졌다. 그 조각들은 하늘, 땅, 태양, 달, 별, 그리고 (철 알에서) 천둥구름을 형성했다.
다음은 윌리엄 포셀 커비가 1906년에 출판한 알 조각에서 우주가 형성되는 과정을 묘사하는 텍스트의 번역이다.
진흙 속에서 그들은 낭비되지 않았고,
물 속에서 조각들도 낭비되지 않았으니,
놀라운 변화가 그들에게 찾아왔고,
모든 조각들은 아름답게 자라났다.
깨진 알의 아래 조각에서,
이제 견고한 땅이 형성되었고,
깨진 알의 위 조각에서,
높은 하늘의 아치가 솟아올랐으니,
노른자, 즉 위쪽 부분에서,
이제 태양의 밝은 광채가 되었고;
흰자, 즉 위쪽 부분에서,
그렇게 밝게 빛나는 달이 솟아올랐으니;
알 속에 얼룩덜룩했던 것은 무엇이든,
이제 하늘의 별들이 되었고,
알 속에 검었던 것은 무엇이든,
공중에서 작은 구름처럼 떠다녔다.

## 조로아스터교 신화
조로아스터교 우주론에서 하늘은 외부 경계(파르칸이라고 불림)가 있는 구형으로 간주되었는데, 이 개념은 수메르인들에게서 유래했을 가능성이 높다. 지구 또한 구형이며 구형 하늘 안에 존재한다. 이러한 우주론을 전달하기 위해 엠페도클레스를 포함한 여러 고대 작가들은 달걀에 비유하는 유추를 사용했다. 즉, 외부의 구형이고 경계가 있는 하늘은 외부 껍질과 같고, 지구는 내부의 둥근 노른자로 표현된다. 이러한 유추는 위지다기하-이 자드스프람을 포함한 여러 조로아스터교 텍스트에서 발견된다.

## 현대적 표현

### 문학
1955년 시인이자 작가인 로버트 그레이브스는 그리스 신화의 총서인 『그리스 신화』를 출판했는데, 이 책은 보통 두 권으로 출판된다. 이 작품에서 그레이브스의 상상력으로 재구성된 "펠라스기 창조 신화"는 모든 것의 여신인 최고의 창조자, 에우리노메를 특징으로 한다. 그녀는 카오스에서 알몸으로 나타나 하늘과 바다를 갈라 춤을 출 수 있게 했다. 그녀는 등 뒤로 북풍을 받아 손으로 비벼 프네우마를 따뜻하게 하고 자연적으로 뱀 오피온을 생성하여 그와 짝짓는다. 그녀는 파도 위에서 비둘기 형태로 우주 알을 낳고 오피온에게 일곱 번 감아 부화시켜 두 개로 갈라지고 "존재하는 모든 것... 태양, 달, 행성, 별, 산과 강, 나무, 약초, 살아있는 생물들"을 부화시키도록 명령한다.

### 영화
스탠리 큐브릭 감독의 영화 2001: 스페이스 오디세이의 결말은 우주적 인간 태아("스타 차일드")의 형태로 무한을 넘어 지구로 돌아오는 인류의 재탄생을 묘사한다.

### 우주론
진정한 초기 특이점의 개념이 점점 더 많은 비판을 받으면서, 비특이적 "우주란"(창발 우주) 시나리오가 개발되기 시작했다.
- 1913년, 베스토 슬라이퍼는 먼 은하계의 빛이 적색편이되었음을 관측하여 발표했다.[21][22] 이는 점차적으로 모든 은하계(안드로메다 은하 제외)가 지구로부터 멀어지고 있다는 의미로 받아들여졌다.

- 알렉산드르 프리드만은 1922년 알베르트 아인슈타인의 일반 상대성이론 방정식에서 이전의 임시적인 우주상수가 제거되자 (이는 영원하고 정적인 우주라는 선입견에 맞추기 위해 삽입된 것이었다), 동일한 결과를 예측했다.
- 조르주 르메트르는 1927년에 우주 (계통)가 그가 원시 원자라고 부르는 것에서 기원했다고 제안했다.
- 에드윈 허블은 2년 후인 1929년에 르메트르의 발견을 관측적으로 확인했다.[23]

- 1940년대 후반, 조지 가모프의 조수 우주론 연구원 랠프 애셔 앨퍼는 이전 우주의 대함몰과 우리 우주의 대폭발 사이에 존재했던 태초 물질에 대해 아일럼이라는 이름을 제안했다.[24] 아일럼은 초대칭의 개념과 밀접하게 관련되어 있다.[25]

## 같이 보기
- 고대 근동 우주론
- 브라흐마
- 브라흐만
- 브라흐만다
- 비교신화학
- 히란야가르바
- 오르페우스의 알
- 파네스